# Paracheilinus octotaenia
Paracheilinus octotaenia är en fiskart som beskrevs av Fourmanoir, 1955. Paracheilinus octotaenia ingår i släktet Paracheilinus och familjen läppfiskar. IUCN kategoriserar arten globalt som livskraftig. Inga underarter finns listade i Catalogue of Life.